# Ayguatébia-Talau
Ayguatébia-Talau är en kommun i departementet Pyrénées-Orientales i regionen Occitanien i södra Frankrike. Kommunen ligger i kantonen Olette som tillhör arrondissementet Prades. År 2022 hade Ayguatébia-Talau 44 invånare.

## Befolkningsutveckling
Antalet invånare i kommunen Ayguatébia-Talau
| Referens: INSEE |